# Aleksanteri Ahola-Valo
Pour les articles homonymes, voir Ahola et Valo.
Aleksanteri Ahola-Valo (né Aleksanteri Ahola le 27 janvier 1900 à Impilax, Grand-duché de Finlande, Empire russe - décédé le 15 septembre 1997 À Simrishamn, Suède) est un intellectuel, plasticien, concepteur graphiste, écrivain et architecte finlandais.

## Biographie

### Sa famille
Son père Pekka Ahola (1875–1919) est ramoneur et journaliste et sa mère Ida Kultalahti (1869–1902) tient une boutique de corsets.
Ils se sont rencontrés à Saint-Pétersbourg, où Pekka Ahola est venu à l'âge de 16 ans chercher du travail. 
Ida, fille adoptive d'un médecin allemand, est tombée amoureuse de poète délicat qui a intégré le mouvement tolstoïen. 
Ils se marient en 1899. 
Leur premier fils Aleksanteri naît en 1900 et leur second fils Felix en 1902. 
Ida tombe malade et meurt en donnant naissance à Felix. 
Pekka Ahola est seul pour prendre soin de deux petits garçons qui doivent en permanence passer d'un lieu à l'autre quand Pekka Ahola travaille comme ramoneur.
À deux ans, alors qu'il est laissé aux soins de parents, Aleksanteri doit passer deux semaines à l'hôpital à cause de la maltraitance de sa tante. 
Depuis lors, Ahola-Valo a prétendu se souvenir de tous les événements de sa vie, les chocs de sa petite enfance l'on fait mûrir prématurément.
Pekka Ahola se lie d'amitié avec des enseignants finlandais et il rencontrera Léon Tolstoï avec le petit Aleksanteri.

### Le dimanche rouge de 1905
En 1905, Aleksanteri a cinq ans et il assiste À une scène sanglante.
Une procession religieuse se dirige vers le Palais d'hiver, des vieux croyants portent sur un coussin de velours une demande au Tsar en chantant des cantiques religieux.  
Quand le cortège atteint le Palais d'Hiver, il est accueilli par le tir croisé des troupes du tsar. 
Aleksanteri raconte qu'il a vu les membres de la procession tomber morts à terre.
Traumatisé par la scène il devra être soigné à l'hôpital.
Ce Dimanche rouge changera la personnalité du petit Ali, il devient un "petit vieux sérieux", qui a décidé de faire tout son possible pour en finir avec la folie violente des adultes.
Il est devenu un méditant, qui est tenté par les pouvoirs magiques

### Sa jeunesse en Ingrie
Au printemps 1907, le gouvernement du Tsar envoie Pekka Ahola en exil intérieur en Ingrie, dans un village entièrement russe de Viiritsa.
À Viiritsa, Pekka Ahola fait donner à Aleksanteri des cours particuliers par Lydmila Kuchmina. 
Lydmila Kuchmina, qu'Aleksanteri nomme LyM dans son journal, devient une mère de substitution. 
Lydmila qui a perdu son mari médecin et intellectuel révolutionnaire s'occupe de l'éducation d'Ali.
À la fin du printemps elle lui donne un petit carnet et lui dit de tenir un journal.
C'est à Viiritsa qu'il choisit le pseudonyme Valo qui signifie lumière en finnois.
Le journal d'enfance en Ingrie sera édité,,, et Kaija Juurikkala en tirera les éléments de son film Valo.

### La révolution russe de 1917
En 1916, Ahola-Valo quitte Viiritsa pour habiter Saint-Pétersbourg. 
Il sera le témoin de maint faits historiques. 
Il ne participera pas aux événements de la révolution russe car il est passionné par ses études dans les bibliothèques de Saint-Pétersbourg. 
Il survit en travaillant comme ramoneur, comme conducteur de tramway et comme confiseur.
En février 1917, alors qu'il part ramoner, il voit des femmes affamées en route pour aller manifester devant le Palais d'hiver du Tsar.
Cela sera le début de la révolution de Février et le Tsar perdra son pouvoir.
Il raconte aussi comment le cadavre de  Grigori Raspoutine sera traîné dans la Moïka.
L’été 1917, il assiste au discours de Lénine  de l'hôtel de la Kschessinska, et entend le tir de l'Aurore en signe de soutien à la Révolution d'Octobre,.

### Artiste dans la jeune union soviétique
Dans les années 1920 vit en URSS sans contact avec la Finlande ou les finlandais.
Il est vraiment très proche des mouvements modernes que l'on nomme l'Avant-garde russe. 
Au début des années 1920, il est étudiant à l'école d'art de Iouri Pen à Vitebsk avec d'autres étudiants comme Marc Chagall et Kasimir Malevitch. 
À Vitebsk, il rencontre son épouse Helena dont l'oncle est l'un des membres du Saint-Synode. 
Le mariage entre le ramoneur et l'aristocrate polonaise ne fonctionnera pas longtemps.
Reconnu comme artiste Ahola-Valo s'installe à Minsk en Biélorussie où son atelier devient le centre de la vie artistique.

### Les années de guerre en Finlande
Sur les conseils de Karl Radek, il part pour la Finlande.
Présentant l'arrivée de la guerre, il cache ses possessions les plus précieuses, en particulier son journal d'enfance, en les enterrant dans un bidon de lait à Ruskeasuo.
Au déclenchement de la guerre d'Hiver, Ahola-Valo, soupçonné d'avoir des liens avec le NKVD et malgré l'intercession de l'artiste Akseli Gallen-Kallela, il est arrêté et transféré au camp de prisonniers de Tammisaari. 
Il est interrogé, il échappé à l'accusation de trahison et est libéré en mauvais état à la fin de la guerre d'hiver.
Pendant la guerre de Continuation, il peut vaquer librement, et fait un portrait du président Risto Ryti.
Avant et après la guerre l'art est la seule façon pour Ahola-Valo de rester en contact avec la société finlandaise. 
Il essaye d'établir des contacts avec les milieux culturels finlandais. 
On sait qu'il était en contact entre-autres avec l'association Kiila, les Porteurs de flambeau et le magazine de Littérature.
Ahola-Valo est également mentionné pendant la fondation du cercle de Mäkelä (fi).

### AE-evohomologie
Inventeur de AE-evohomology.

## Son œuvre

### Cinéma
En 1925, il est impliqué dans la réalisation du film Le Cuirassé Potemkine de Sergueï Eisenstein et y sera figurant. 
L'histoire du film Valo, sorti en 2005, est largement adaptée de son journal d'enfance,,,.

### Architecture
En 1930, il conçoit le Temple de la violence de l'être humain à Minsk, en Biélorussie.

### Écrits biographiques
- (fi) Ritva Ahola, Aika laulaa laulujaan : kertomus suomalaisen suvun vaiheista Pietarissa ja Inkerinmaalla 1860-luvulta vuoteen 1919, Elpo ry, 2007 (ISBN 978-951-96676-7-6)
- (fi) Aleksanteri Ahola-Valo, Aikuiset ja lapset kasvatuksen pyörteissä : 5-osainen valistushistoriallinen näytelmä, Hämeenlinna, Elpo ry, 1997, 79 p. (ISBN 951-96676-4-4)
- (fi) Aleksanteri Ahola-Valo, Koulupojan päiväkirja osa 1 : 30.8.1907–26.8.1908 [« Journal d'un écolier, vol. 1 »], Hämeenlinna, Elpo ry, 1995, 306 p. (ISBN 951-99967-0-2)
- (fi) Aleksanteri Ahola-Valo, Koulupojan päiväkirja osa 2 : 26.8.1908–31.7.1909 [« Journal d'un écolier, vol. 2 »], Hämeenlinna, Elpo ry, 1990, 318 p. (ISBN 952-90-2071-6)
- (fi) Aleksanteri Ahola-Valo (ill. A. Ahola-Valo, Airi Valve), Koulupojan päiväkirja osa 3 : 1.8.1909–31.12.1910 [« Journal d'un écolier, vol. 3 »], Hämeenlinna, Elpo ry, 1992, 492 p. (ISBN 951-96676-0-1)
- Aleksanteri Ahola-Valo, Koulupojan päiväkirja osa 4 : 1.1.1911–31.12.1911 [« Journal d'un écolier, vol. 4 »], Hämeenlinna, Elpo ry, 1998, 251 p. (ISBN 951-96676-5-2)

## Recherches
- (fi) Hanna Haltia, Elämän mittainen lapsuus : lapsuus elämänmittaisena projektina Aleksanteri Ahola-Valon ajattelussa, Turku, Université de Turku, 2003, 75 p.
- (fi) Jouni Kiiskinen, Visuaalinen tie arvoelämään. Aleksanteri Ahola-Valon itsekasvatuksen menetelmä ja etiikka (thèse), 2011 (ISBN 978-952-60-4263-3)[18],[19],[20]
- (fi) Maini Lehtinen, Ahola-Valon kaksikielisyys ja kääntäminen, Tampere, Université de Tampere, 1999, 93 p.
- (fi) Rauha Lönn, Kapinalliset kuvat:Aleksanteri Ahola-Valon ja Tapio Tapiovaaran 1930- luvun taidegrafiikka, Helsinki, Université de Helsinki, 86
- (fi) Visa Suonpää, Kohti valoa ja järjestystä :  Aleksanteri Ahola-Valon 1930- lukujen rationaalinen ajattelu ja tulevaisuuden ihmisen muokkaaminen, Turku, Université de Turku, 2000, 129 p.